# Martinsberg
Martinsberg osztrák mezőváros Alsó-Ausztria Zwettli járásában. 2019 januárjában 1094 lakosa volt. 

## Elhelyezkedése

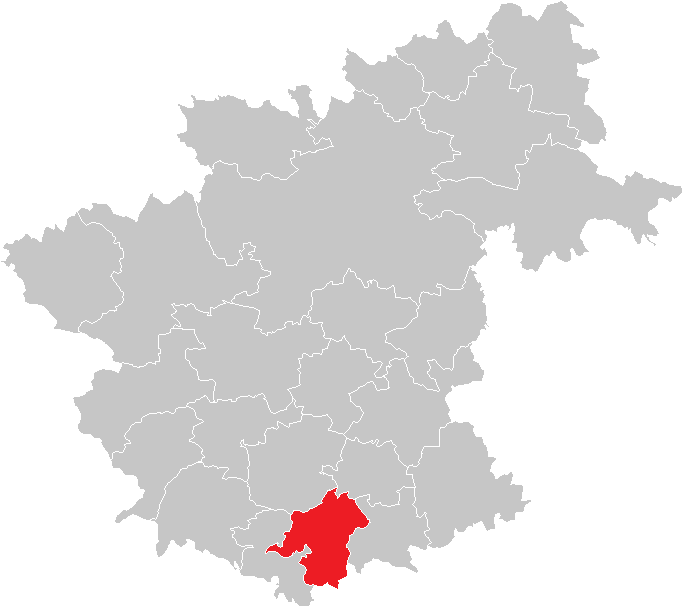
Martinsberg a Zwettli járásban

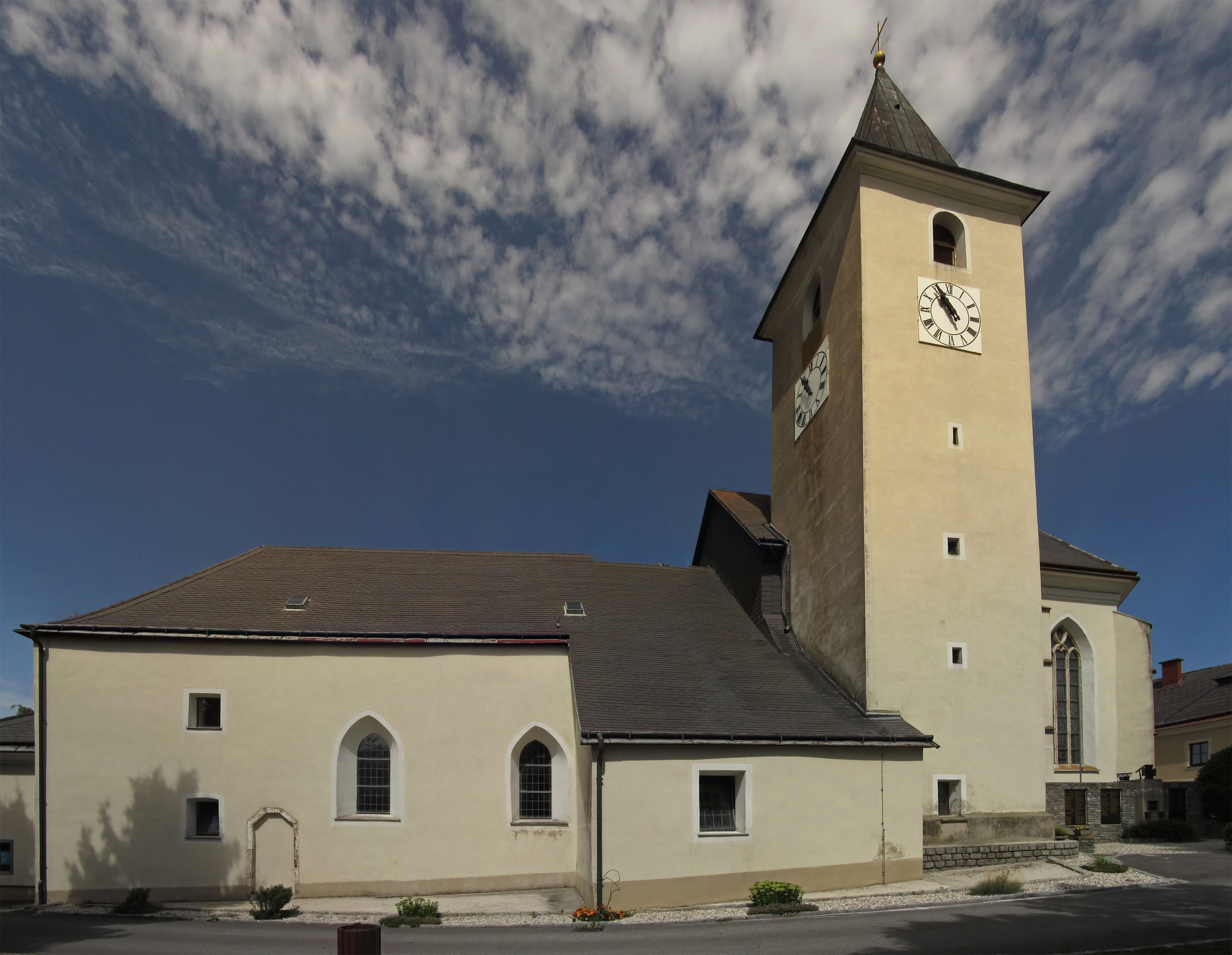
A Szt. Márton-plébániatemplon

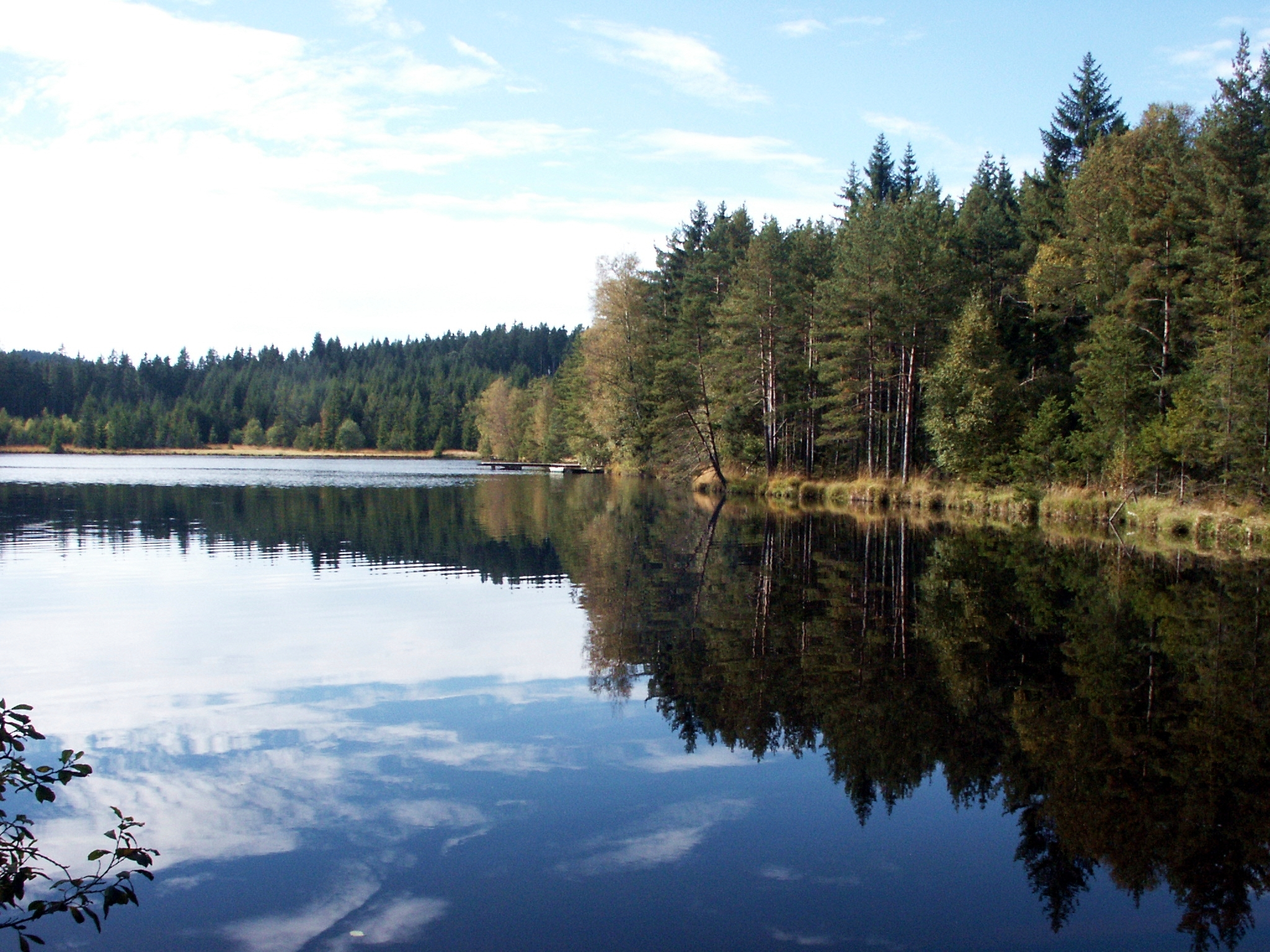
Az Edlesbergersee

Martinsberg Alsó-Ausztria Waldviertel régiójában fekszik a Weitenbach folyó mentén, a Weinsbergi-erdő keleti részén. Területének 43,1%-a erdő. Legnagyobb állóvize a mesterséges Edlesbergersee. Az önkormányzat 17 településrészt és falut egyesít: Edlesberg (40 lakos 2019-ben), Größenbach (25), Holzwiese (10), Hundsbach (9), Kleingerungs (38), Kleinpertholz (87), Loitzenreith (19), Martinsberg (483), Mitterndorf (60), Oed (65), Pitzeichen (23), Poggschlag (72), Reitzendorf (45), Thumling (50), Walpersdorf (22), Weixelberg (31) és Wiehalm (15). A kataszteri közösségek Edlesberg, Kleingerungs, Kleinpertholz, Loitzenreith, Martinsberg, Mitterndorf, Oed, Reitzendorf, Thumling, Walpersdorf, Weixelberg és Wiehalm.
A környező önkormányzatok: nyugatra Gutenbrunn, északra Bad Traunstein, északkeletre Ottenschlag, keletre Kirchschlag, délre Pöggstall.

## Története
1130 körül Adelheid von Wildberg, Friedrich von Hohenburg özvegye lakatlan erdőt adományozott a kremsmünsteri apátságnak, azzal a meghagyással, hogy építsenek oda templomot. A Szt. Mártonnak szentelt templomot 1140-ben szentelte fel a passaui püspök. A telepített falu egyházközségének a 13. század közepén az apátság vette át. Martinsbergre 1299-ben már mint mezővárosra hivatkoznak. A mezővárost és a környező falvakat a kolostor 1503-ban eladta a pöggstalli uradalomnak. A reformáció után a lakosság többsége a protestáns vallást követte. 
Martinsberget 1906-ban kapcsolták be a vasúti hálózatba a Schwarzenau-Martinsberg-Gutenbrunn vonal megépültével. A vonalon 1986-ban megszűnt az utasforgalom.

## Lakosság
A martinsbergi önkormányzat területén 2019 januárjában 1094 fő élt. A lakosságszám a csúcspontját 1880-ben érte el 1567 fővel, azóta többé-kevésbé folyamatos csökkenés tapasztalható. 2017-ben a helybeliek 96,7%-a volt osztrák állampolgár; a külföldiek közül 0,5% a régi (2004 előtti), 2,8% az új EU-tagállamokból érkezett. 2001-ben a lakosok 97%-a római katolikusnak, 0,8% pedig felekezeten kívülinek vallotta magát. Ugyanekkor egy magyar élt a mezővárosban.
A lakosság számának változása:

| 2016 | 1 128 |
| 2018 | 1 096 |

## Látnivalók
- a Szt. Márton-plébániatemplom
- Kleingerungs kápolnája
- a 17. századi pellengér

## Fordítás
- Ez a szócikk részben vagy egészben  a   Martinsberg című német Wikipédia-szócikk ezen változatának fordításán alapul.  Az eredeti cikk szerkesztőit annak laptörténete sorolja fel. Ez a jelzés csupán a megfogalmazás eredetét és a szerzői jogokat jelzi, nem szolgál a cikkben szereplő információk forrásmegjelöléseként.